# Рудольф фон Борріс
Рудольф Вільгельм Філіпп Альберт Крістіан Константін фон Борріс (нім. Rudolf Wilhelm Philipp Albert Christian Konstantin von Borries; 27 жовтня 1863, Данциг — 30 серпня 1932, Обервізенталь) — німецький офіцер, генерал-майор Прусської армії і рейхсверу. Кавалер ордена Pour le Mérite.

## Біографія
Представник знатного вестфальського роду. Син оберста Прусської армії Ганса фон Борріса і його дружини Марії, уродженої фон Біркган.

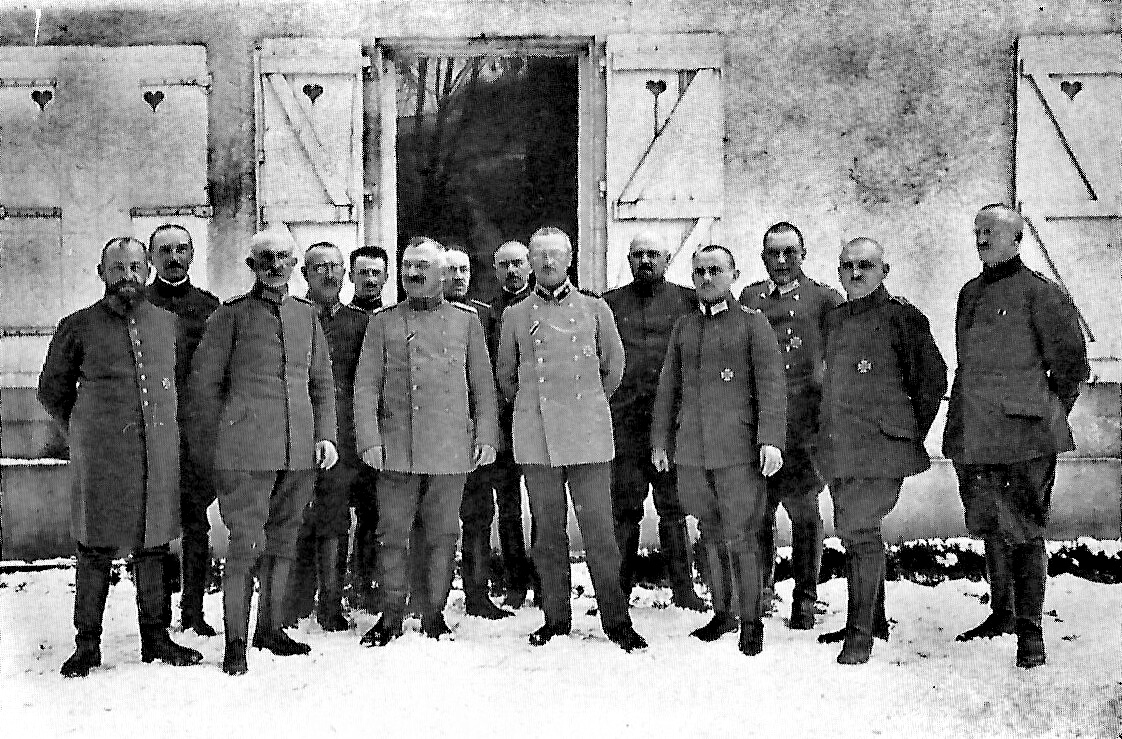
Борріс (в центрі) з членами Генштабу 13-ї піхотної дивізії (1918).

Після закінчення середньої школи 1 жовтня 1882 року вступив в Магдебурзький піхотний полк. З липня 1887 року — батальйонний ад'ютант, з жовтня 1889 року — ад'ютант окружного управління в Мюльгаузені. З жовтня 1891 року відвідував Прусську військову академію, яку відвідував наступні три роки. В березні 1892 року призначений в Ольденбурзький піхотний полк. Після закінчення академії в червні 1894 року повернувся Магдебурзький піхотний полк. В листопаді 1894 року прибув в Росію для вивчення російської мови. В квітні 1895 року повернувся в Німеччину і був направлений у Великий Генштаб. В березні 1897 року переведений в штаб 17-го корпусу в Данцизі. З червня 1899 року — командир роти 2-го Ганзейського полку в Гамбурзі, де він командує ротою. В 1901 році призначений 1-м офіцером Генштабу (начальником оперативного відділу) 29-ї піхотної дивізії у Фрайбурзі. З вересня 1903 року знову служив у Великому Генштабі, паралельно викладав у Військово-технічній академії. Потім був 1-м офіцером Генштабу 16-го корпусу. З 20 квітня 1910 року — начальник відділу Великого Генштабу. З 26 січня 1911 року — начальник штабу 16-го корпусу в Меці.
На початку Першої світової війни разом зі своїм корпусом брав участь в облозі Лонгві. З березня 1915 року — начальник штабу 7-ї армії. З 10 лютого 1917 по 25 вересня 1918 року — командир 13-ї піхотної дивізії. Учасник Весняного наступу, під час якого дивізія Борріса зазнала великих втрат. З 27 вересня 1918 по 3 січня 1919 року — командир 48-ї дивізії ландверу.
З 4 січня 1919 року — командир 105-ї піхотної дивізії, яка в тому ж місяці була демобілізована, проте сам Борріс був залишений в рейхсвері. Командував 34-ю, 4-ю і 6-ю бригадами. 28 травня 1920 року вийшов у відставку. Як член історичної комісії Імперського архіву та керівник Інституту військової науки, решту життя Борріс присвятив військовим дослідженням та публікаціям.

## Звання
- Трирічний доброволець (1 жовтня 1882)
- Фенріх портупеї (15 травня 1883)
- Другий лейтенант (12 лютого 1884)
- Перший лейтенант (29 березня 1892)
- Гауптман (22 березня 1897)
- Майор (18 жовтня 1903)
- Генерал-майор (18 серпня 1916)

## Нагороди
- Столітня медаль
- Орден Червоного орла
  - 4-го класу
  - 3-го класу з бантом
- Орден Корони (Пруссія) 3-го класу
- Хрест «За вислугу років» (Пруссія)
- Орден Церінгенського лева, командорський хрест 2-го класу
- Орден «За військові заслуги» (Баварія) 4-го класу з короною
- Орден Святого Станіслава 2-го ступеня (Російська імперія)
- Залізний хрест 2-го і 1-го класу
- Pour le Mérite (4 серпня 1917)